# Naxa taicoumaria
Naxa taicoumaria är en fjärilsart som beskrevs av De L'orza 1869. Naxa taicoumaria ingår i släktet Naxa och familjen mätare. Inga underarter finns listade i Catalogue of Life.